# Конвой H-33
Конвой H-33 — японський конвой часів Другої світової війни, проведення якого відбувалось у серпні 1944-го.
Конвої серії «H» ходили в 1943—1944 роках між важливим транспортним хабом у Манілі та островом Хальмахера зі складу Молуккського архіпелагу (північний схід Нідерландської Ост-Індії). Зазвичай вони йшли прямим маршрутом через північно-східну частину моря Сулавесі до затоки Кау (глибоко вдається у острів Хальмахера з північної сторони), проте на момент проходження H-32 це вже вважалось занадто ризикованим і маршрут змістили західніше в напрямку північно-східного завершення острова Сулавесі.
До складу конвою увійшли транспорти «Гавр-Мару» (перевозив окремий піхотний батальйон), «Мексико-Мару» (мав на борту понад 4 тисячі військовослужбовців та кілька тисяч тонн вантажів, зокрема ємності з бензином, мазутом та 8 тонн пороху), «Хачіджін-Мару» (Hachijin Maru), «Кокузан-Мару», «Чінезі-Мару» (Chinezi Maru), «Івасіро-Мару» (Iwashiro Maru), «Місакі-Мару», «Олімпія-Мару», «Тойо-Мару» та «Іга-Мару». Лише перші два судна мали йти довгим маршрутом, тоді як інші прямували до пунктів призначення у Філіппінському архіпелазі. Охорону забезпечували тральщик W-28 та мисливець за підводними човнами CH-46.
15 серпня 1944-го загін залишив Манілу та 17 серпня прибув на Себу. 18 серпня далі рушили «Гавр-Мару», «Мексико-Мару», «Хачіджін-Мару» та «Кокузан-Мару», при цьому охорону підсилив патрульний корабель PB-105.
21 серпня 1944-го конвой досягнув порту Замбоанга на західному завершенні острова Мінданао. Тут залишились «Хачіджін-Мару» та «Кокузан-Мару», тоді як інші кораблі тієї ж доби рушили далі на південь, а охорону підсилив мисливець за підводними човнами CH-31.
23 серпня 1944-го на підході до порту Голо (на однойменному острові в центральній частині архіпелагу Сулу) «Гавр-Мару» зазнав проблем з гребним пропелером та втратив хід. «Мексико-Мару» спробувало узяти це судно на буксир, проте не змогло через обриви буксирувальних канатів. Втім, PB-105 у підсумку вдалось відбуксирувати «Гавр-Мару» на Голо, тоді як CH-31 забезпечував охорону цієї операції.
Японський загін перебува на Голо з 24 по 27 серпня 1944-го, після чого далі в напрямку Менадо (північно-східне завершення Сулавесі) рушив лише «Мексико-Мару» у супроводі всіх чотирьох кораблів ескорту. «Гавр-Мару» залишився на Голо для ремонту, проте через кілька діб під час шторму його викинуло на мілину, де в жовтні судно добила ворожа авіація.
29 серпня 1944-го в південно-західній частині моря Сулавесі «Мексико-Мару» було торпедоване американським підводним човном USS Jack. Торпеда влучила у трюм, де перевозили нафтопродукти, так що судно вибухнуло й затонуло. Загинули 22 члени екіпажу та 825 військовослужбовців. Патрульний корабель PB-105 примудрився підібрати 1600 осіб, а мисливці за підводними човнами CH-46 та CH-31 підняли з води 935 та 760 осіб відповідно. Що стосується W-28, то за півтори години після першої атаки субмарина дала ще один залп по конвою, при цьому 3 з 9 торпед влучили у тральщик. Корабель затонув, загинула майже вся команда, за винятком трьох моряків.